# Cal·lícore (satèl·lit)
Cal·lícore, també conegut com a Júpiter XLIV (designació provisional S/2003 J 11), és un satèl·lit natural de Júpiter. Va ser descobert per un equip d'astrònoms de la Universitat de Hawaii liderat per Scott S. Sheppard l'any 2003.
Cal·lícore té uns 2 quilòmetres de diàmetre i orbita Júpiter en una distància mitjana de 23.112 Mm en 717,806 dies, amb una inclinació de 165° respecte a l'eclíptica (164° respecte a l'equador de Júpiter), en direcció retrògrada i amb una excentricitat orbital de 0,2042.
Cal·lícore va ser anomenat el març del 2005 en honor de la nimfa Cal·lícore.
Cal·lícore pertany al grup de Carme, compsot per llunes irregulars retrògrades que orbiten Júpiter en una distància d'uns 23 - 24 Gm amb una inclinació d'uns 165º.